# يوهانس كونتسه (سياسي)
يوهانس كونتسه هو سياسي ألماني، ولد في 6 يونيو 1892 في بارمن في ألمانيا، وتوفي في 11 أكتوبر 1959 في بون في ألمانيا. نشط حزبياً في الاتحاد الديمقراطي المسيحي. وقد انتخب عضو مجلس الشورى الموحد شمال الراين وستفاليا ‏ وانتخب عضو في البوندستاغ الألماني خلال فترته النيابية ‏ (7 سبتمبر 1949 – 7 سبتمبر 1953).

## وصلات خارجية
- جوهانس كونزي (سياسي) على موقع مونزينجر (الألمانية)